# Ginetta G60-LT-P1
A Ginetta G60-LT-P1 egy hibrid hajtás nélküli Le Mans Prototípus, amelyet a Ginetta hozott létre. A versenyautó a Hosszútávú-világbajnokság (WEC) LMP1-es kategória szabályrendszere szerint épült.

## Fejlesztés

### Kezdeti szakaszok – Mecachrome motorok
2017 januárjában a Ginetta bejelentette, hogy egy hibrid hajtás nélküli LMP1-es versenyautót építenek. Az autó tervezői Adrian Reynard és Paolo Catone voltak. Ezzel a Ginetta név 8 év után visszatért a hosszútávú versenyek élvonalába. Az autó a 2018-as Nemzetközi Autósport Show-n volt először látható. Eredetileg 2017. szeptemberében gurult volna először pályára az autó, azonban az első tesztköröket csak később, 2018 januárjában tette meg. A 2018–2019-es idény előtt az autó további teszt-kilométereket teljesített a Snetterton Circuit, illetve a Ciudad del Motor de Aragón versenypályákon.

### Módosított felállás – AER motorok
Az autó első futama a 2018-as Le Mans-i 24 órás verseny volt. A versenyt követően bejelentette a Ginetta, hogy a Mecachrome motorokat AER motorokra cserélik le. Az új motort augusztus elején próbálták ki. 2019. júliusában kiderült, hogy a Team LNT két AER motorokkal felszerelt Ginettát fog indítani a 2019-2020-as szezonban. Augusztusban egy privát tesztprogramot teljesített az autó a Ciudad del Motor de Aragón, Circuit de Spa-Francorchamps, illetve a Circuit Paul Ricard versenypályákon.

## Összefoglaló

### A 2018–2019-es szezon
2017 októberében napvilágot látott a hír, miszerint a Ginetta három autót adott el egy ismeretlen vevőnek, ez az üzlet végül sikertelennek bizonyult. Később bejelentették, hogy a Manor Motorsport a Talent Racing Sports együttműködésével CEFC TRSM név alatt 2 Ginetta autót indítanak a 2018–19-es idényben. Azonban a csapat a 2018-as Spái 6 órás verseny gyakorlásának és időmérő edzésének nagy részét kihagyni kényszerült. A csapat nem közölte az indokot, azonban a Ginetta kijelentette, hogy azért nem engedték pályára a versenyautókat, mert az alakulat tartozik a brit márkának.

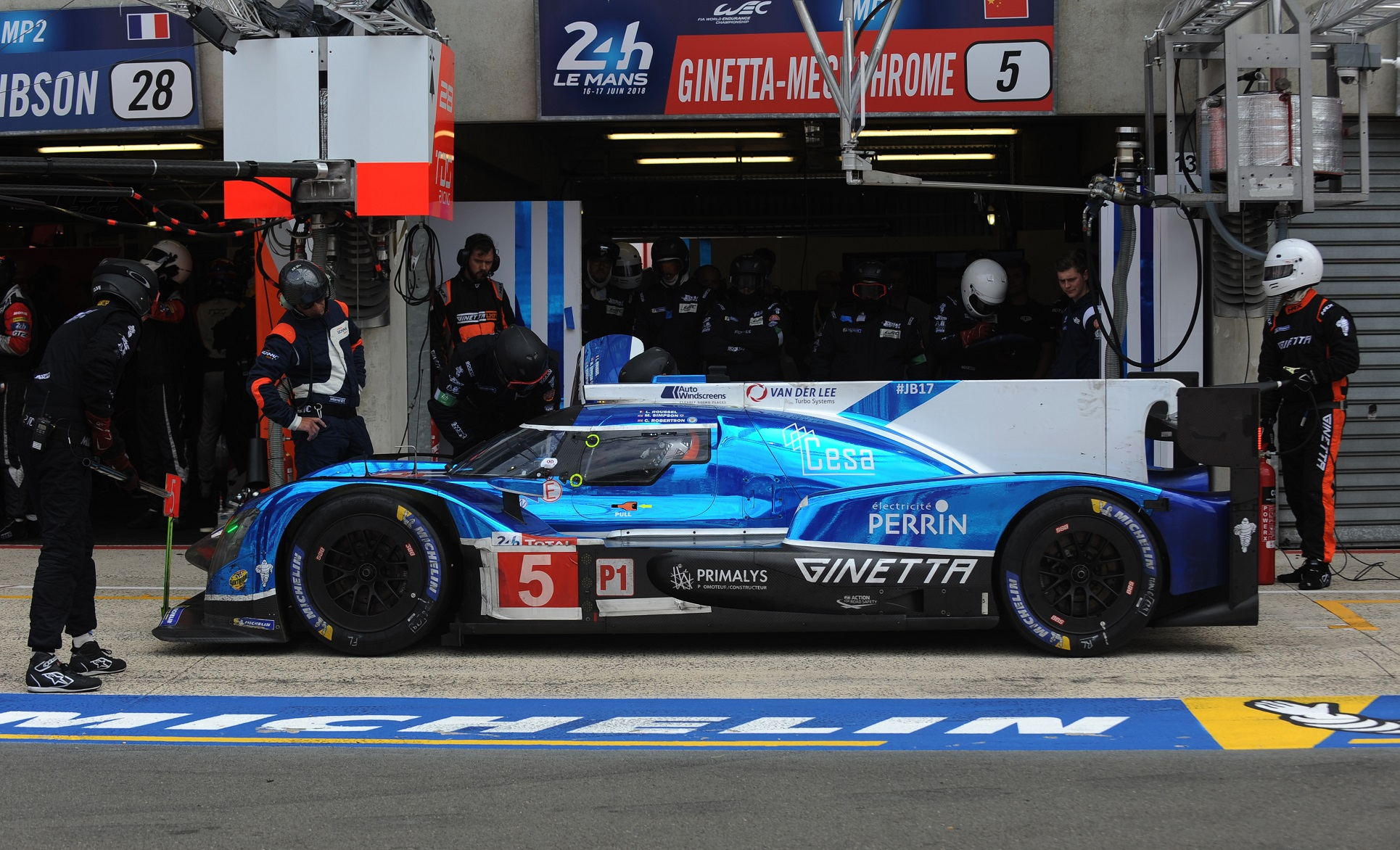
A #6-os rajtszámú Mecachrome motorral felszerelt Ginetta G60-LT-P1, amelyet a CEFC TRSM csapat üzemeltetett.

A 2018-as Le Mans-i 24 órás versenyen részt vehetett a Manor csapata, azonban már a tesztnapon világossá vált, hogy az autó nem képes lépést tartani a többi LMP1-es versenyautóval. A nap végére még 2 LMP2-es autó is megelőzte a gyengélkedő alakulatot. A  Charlie Robertson, Michael Simpson és Léo Roussel által vezetett #5-ös rajtszámú autó utolsó lett az LMP1-es osztályban, továbbá 4 LMP2-es típusú autó is megelőzte őket. A versenyen az Oliver Rowland, Alex Brundle és Oliver Turvey által vezetett #6-os rajtszámú versenyautó kiállni kényszerült a 9. órában. Az #5-ös rajtszámú autó utolsó előttiként látta meg a kockás zászlót, azonban a futam után büntetéssel sújtották a versenyzőket, a vezetési időkorlát túllépése miatt, így az utolsó helyen értékelték az #5-ös rajtszámú triót. Eredetileg a csapat #6-os számú trióját egy teljes szezonra nevezték be, azonban egy késői Mecachrome-ról, AER motorra való váltás következtében az autó nem vett részt a Silverstone-i 6 órás versenyen.
Nem sokkal később hozták nyilvánosságra a tényt, miszerint a Manor felbontotta egyezségét a CEFC TRSM csapatával, így a Manor a következő fordulótól kezdve nem vesz részt az alakulat vezetésében. A #6-os számú autó a Fuji 6 órás , valamint a Sanghaji 6 órás verseny nevezési listáján sem szerepelt, mivel a versenyautó még nem állt készen a folytatásra. A Ginetta megpróbálta benevezni az egyik autót a 2019-es Spa-i 6 órás versenyre, azonban végül nem indulhatott el a csapat, a CEFC TRSM alakulat körüli problémák miatt, mivel az induló teljes szezonú résztvevőként lett regisztrálva és mivel kihagyta a Le Mans utáni 3 fordulót, ezért nagy mennyiségű pénzbüntetést halmoztak fel. A Ginetta elnöke Lawrence Tomlinson leadta nevezését a 2019-es Le Mans-i 24 órás versenyre, azonban nem kapott engedélyt az indulásra.

### A 2019–2020-as szezon
2019 májusában Tomilinson bejelentette, hogy elsődleges célja, hogy csapatot találjon, amely a Ginetta autójával teljesítené a 2019–20-as szezont. Azonban egyúttal kijelentette, hogy amennyiben nem sikerül vevőt találnia, akkor a Ginetta gyári csapata a Team LNT fog legalább egy autóval benevezni. A szezon előtti tesztek előtt a Ginetta bejelentette a versenyzőket, akikkel teljesíteni fogják a WEC Prologue-t: a brit márka gyári versenyzői (Mike Simpson és Charlie Robertson) mellett Guy Smith, Jegor Orudzsev, Mathias Beche, Stéphane Richelmi, Stéphane Sarrazin és Luca Ghiotto vezette a cég autóját. A teszteket követően a versenyzők pozitív véleményt alkottak a versenyautóról.
2019 augusztusában véglegessé vált a csapat felállása: az orosz Jegor Orudzsev, a brit Ben Hanley és Charlie Robertson fogják vezetni az az #5-ös, míg a #6-os rajtszámú autót Chris Dyson, Guy Smith és Mike Simpson vezeti az idény során. A hónap végén kiderült, hogy Dyson nem tud részt venni az évnyitó versenyen a Trans-Am Series-ben szerzett csukló sérülése végett, így a brit Oliver Jarvis vette át a helyét. A Silverstone-i 4 órás versenyen az #5-ös számú autó a negyedik helyen végzett, ami a csapatbajnokságban egy harmadik helyként lett értékleve, mivel a Rebellion Racing #3-as számú autóját versenyről-versenyre nevezik be, így nem szerezhet pontot a csapatbajnokságban. Szeptemberben kiderült, hogy Luca Ghiotto a csapat #5-ös számú egységének versenyzőjeként vesz részt a 2019-es WEC Fuji 6 órás versenyen. Az olasz a brit Robertson helyét veszi át, aki Jarvist váltja a #6-os számú autóban. Az alakulat #6-os rajtszámú tirója a 9., míg az #5-ös egység a 11. pozícióban látta meg a kockás zászlót.
A kínai futam előtt ismét megváltozott a gárda összetétele. Jordan King, aki szintén a Formula–2-ből érkezik, Ghiottot váltja az #5-ös számú autóban. Dyson továbbra sem épült fel a sérüléséből, így továbbra sem vehet részt versenyeken. A versenyhétvége jól indult a csapat számára, hiszen a gárda triói a 2., illetve a 3. helyet szerezte meg a versenyre. Ezzel a teljesítményükkel a Toyota versenyzőinél előkelőbb helyre kvalifikálták magukat. A futam első szakaszában erős teljesítményt nyújtottak, hiszen mindkét egység az 1. és a 2. pozícióban autózott. A vezetést a #6-os számú tiró egészen a 30. körig tartotta, amikor is a Toyota #8-as egysége megelőzte őket. Ezek után visszacsúsztak és a 4. és az 5. pozícióban látták meg a kockás zászlót. A Bahreini forduló előtt újabb változások léptek életbe a csapaton belül. Robertson visszaült az #5-ös autóba, aki Orudzsev helyét vette át. A #6-os versenyautóba pedig Dyson ült be, aki első versenyét teljesítette a gárda színeiben. Az időmérő edzésen a csapat eddigi legjobb kvalifikációs helyezését érte el az #5-ös trió második helyének köszönhetően: a csoport egy tizedes hátránnyal kapott ki a Rebelion #1-es egységétől. Az erős kezdés ellenére, a versenyt felejthető eredménnyel zárták: a csapat mindkét autója kiesett a versenyből.

## Eredmények

### Hosszútávú-világbajnokság
| Év      | Csapat           | 1   | 2   | 3   | 4   | 5   | 6   | 7   | 8   | Helyezés | Pont |
| 2018–19 | CEFC TRSM Racing | SPA | LMS | SIL | FUJ | SHA | SEB | SPA | LMS | 6.       | 1    |
| ------- | ---------------- | --- | --- | --- | --- | --- | --- | --- | --- | -------- | ---- |
| 2018–19 | CEFC TRSM Racing | Vi  | 41  | Vi  | Vi  |     |     |     |     | 6.       | 1    |
| 2019–20 | Team LNT         | SIL | FUJ | SHA | BHR | COA | SEB | SPA | LMS | 3.*      | 29   |
| 2019–20 | Team LNT         | 3   | 9   | 4   | Ki  |     |     |     |     | 3.*      | 29   |

### Le Mans-i 24 órás verseny
| Év   | Csapat           | # | Versenyzők                                 | Kategória | Körök | Poz.    | Kategória Poz. |
| ---- | ---------------- | - | ------------------------------------------ | --------- | ----- | ------- | -------------- |
| 2018 | CEFC TRSM Racing | 5 | Charlie Robertson Leo Roussel Mike Simpson | LMP1      | 283   | 41.     | 5.             |
| 2018 | CEFC TRSM Racing | 6 | Oliver Rowland Alex Brundle Oliver Turvey  | LMP1      | 137   | Kiesett | Kiesett        |